# Miodusy Wielkie
Miodusy Wielkie [pronunciación en polaco: /mjɔˈdusɨ ˈvjɛlkʲɛ/] es un pueblo ubicado en el distrito administrativo de Gmina Wysokie Mazowieckie, dentro del Condado de Wysokie Mazowieckie, Voivodato de Podlaquia, en el norte de Polonia oriental. Se encuentra aproximadamente a 11 kilómetros al oeste de Wysokie Mazowieckie y a 58 kilómetros al oeste de la capital regional Białystok.